# (1683) Castafiore
(1683) Castafiore es un asteroide que forma parte del cinturón de asteroides y fue descubierto por Sylvain Julien Victor Arend el 19 de septiembre de 1950 desde el Real Observatorio de Bélgica, Uccle.

## Designación y nombre
Castafiore se designó al principio como 1950 SL.
Más tarde, fue nombrado por Bianca Castafiore, un personaje de los cómics de Hergé.

## Características orbitales
Castafiore está situado a una distancia media de 2,734 ua del Sol, pudiendo alejarse hasta 3,221 ua. Tiene una inclinación orbital de 12,5° y una excentricidad de 0,178. Emplea en completar una órbita alrededor del Sol 1652 días.